# برمصاد
بَرمِساد (برمصاد - برم صاد - برمصار)، روستایی از توابع بخش کاکی شهرستان دشتی در استان بوشهر ایران است. برمساد بمعنی برم سادات بوده و بَرم در گویش دشتی بمعنی سرزمین می‌باشد.

## جمعیت
این روستا در دهستان کبگان قرار دارد و بر اساس آمار سرشماری رسمی:
در سالهای ۱۳۸۵، ۱۳۹۰ و ۱۳۹۵، جمعیت آن زیر سه خانوار بوده‌است.
در سال ۱۳۶۵ این روستا تابع دهستان کبگان در بخش بردخون از شهرستان دیر و جمعیت آن ۳۹۱ نفر (۶۳ خانوار) بوده‌است.
در سال ۱۳۵۵ با جمعیت ۲۴۸ نفر (۵۹ خانوار) در دهستان کبگان - بخش خورموج بوده‌است.
در سال ۱۳۴۵ با جمعیت ۲۵۷ نفر (۵۷ خانوار) در دهستان کبگان بخش خورموج بوده‌است.
در سال ۱۳۳۵ با جمعیت ۱۶۹ نفر بوده‌است.